# Lyrocardium anaxium
Lyrocardium anaxium is een tweekleppigensoort uit de familie van de Cardiidae. De wetenschappelijke naam van de soort is voor het eerst geldig gepubliceerd in 1997 door Oliver & Chesney.